# Simulium sabahense
Simulium sabahense är en tvåvingeart som beskrevs av John Smart och Clifford 1969. Simulium sabahense ingår i släktet Simulium och familjen knott. Inga underarter finns listade i Catalogue of Life.